# Lenti

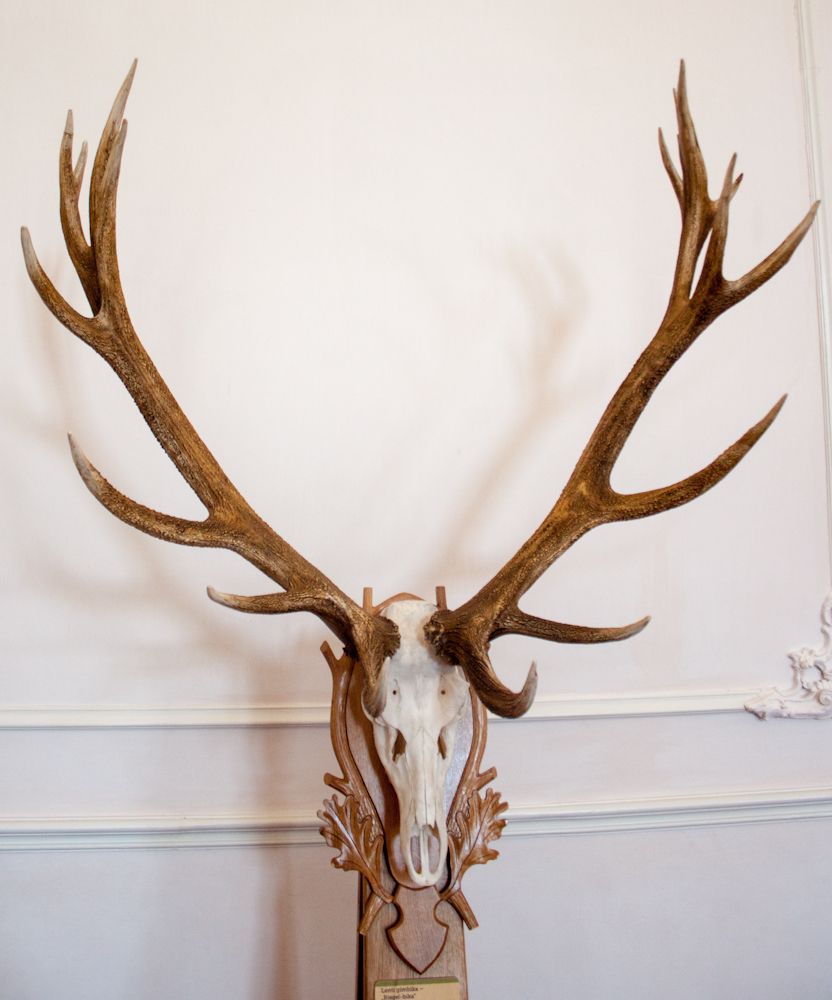
Az 1972-es világrekorder Lenti gímbika v. Riegel-bika trófeája a hatvani Széchenyi Zsigmond Vadászati Múzeumban

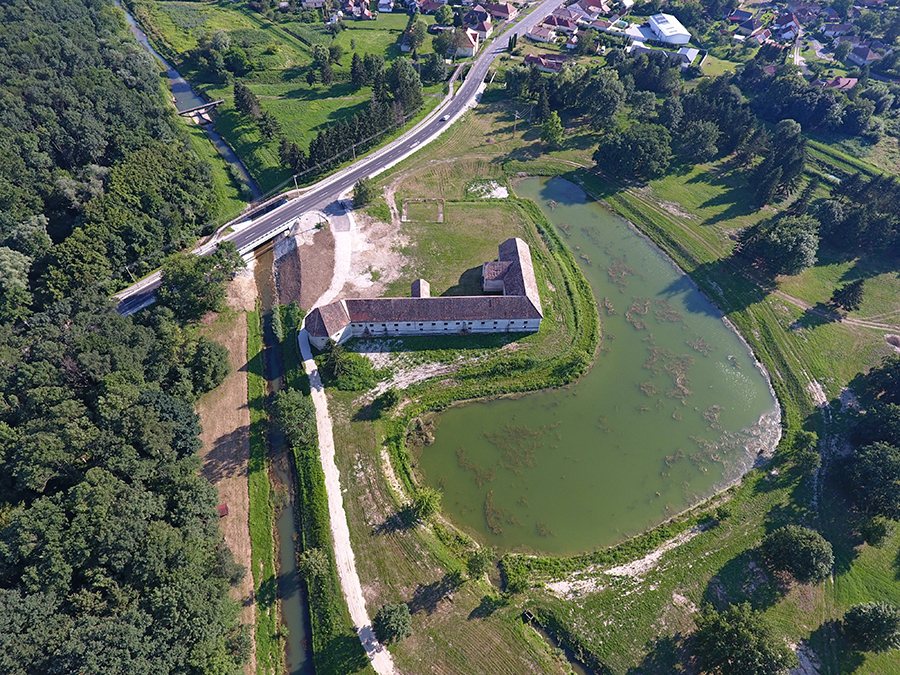
Lenti vára légi felvételen

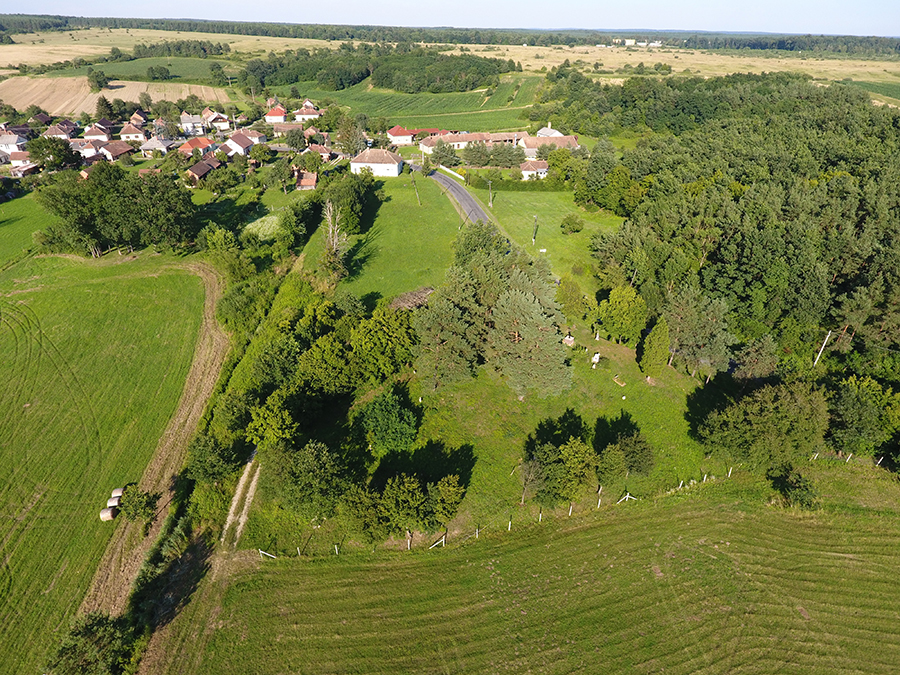
Lenti, Bárszentmihályfa - temetődomb légi felvételen

Lenti (németül: Nempthy, szlovénül: Lentiba) város Zala vármegyében, a Lenti járás székhelye. A Kerka folyó mellett fekszik a megye nyugati részén, közel a szlovén határhoz. A városban polgárőrség működik.

## Története
A város területén fellelhető legkorábbi nyomok a római korból valók. Valószínűleg lakott település is volt itt, amit a borostyánút közelsége is bizonyít.
Lenti első említése 1237-ből való még Nemith alakban írva. A település mellett azonban jóval nagyobb jelentőséggel bírt a település határában a 13. század elején elkészült mocsárvár, amely a Kerka árterében szigetekre épült, és nehezen bevehetőnek számított. IV. Béla a környéket elvette addigi birtokosától, Buzádtól. 1275-ben már mint királyi vadászfalu ismeretes. 1343-ban Nagy Lajos király Lendvai Miklósnak adományozta a várat a faluval együtt. Halála után a birtok hosszú időre a alsólendvai Bánffyak birtokába került.
1381-ben mezővárosi rangot kapott a település. Ekkortájt ismeretes Lenti tagozódása a vár körüli Belső-Lentire és a tőle nyugatra lévő Külső-Lentire. Lenti vára a törökök által többször ostrom alá került, ám elfoglalni nem sikerült, viszont ez idő tájt az alsó települések nagymértékben elnéptelenedtek.
1768-ban Esterházyak egy földesúri rendelkezéssel eltörölték a város privilégiumait, így fejlődése jó időre megtorpant. 1770-ben épült az elemi iskolája. Ekkor Lenti lélekszáma 567 fő volt.
1890-ben készült el a Zalaegerszeg–Lenti–Csáktornya vasútvonal, amely komoly gazdasági fellendülést hozott a településnek. Az első világháború során a kevert nemzetiségű településen komoly ellentét alakult ki a magyarok és a horvátok között. A trianoni békeszerződés során meghúzott új határ közvetlen Lenti közelében húzódott, amely egyben azt is jelentette, hogy az Alsólendvai járás székhelye is a határon túlra, a Szerb-Horvát-Szlovén királysághoz került, így a térség irányításának feladata Lentire hárult. 1925-től járásszékhely lett, aminek azonban megfelelő intézményrendszer hiányában egészen 1950-ig nem tudott jól eleget tenni.
Az 1920-as években indult meg az iparosodás Lentiben. 1922-ben megalakult a Kerkavölgyi Faipari Rt. fűrészüzem, amely ekkor a térség legnagyobb vállalata volt. 1923-ban pótkávégyár is létesült itt. 1924-ben ipari iskola, 1928-ban óvoda, 1933-ban polgári, 1938-ban négytantermes katolikus iskola nyitotta meg kapuit a járásszékhelyen.
A második világháborút követően Lenti nem indult komolyabb fejlődésnek, egészen az 1960-as évekig, amikor is megyei határozat alapján Zala megye harmadik ipari központját kívánták itt létrehozni. Ekkor épültek a Zalaegerszegi Ruhagyár és az Erdőgazdaság Fűz- és Kosáripari Vállalat helyi üzemei. Szintén jelentős volt a térségben az olajipar, illetve az erdőgazdálkodás. 1961-től gimnázium is működik a településen, amely végül 1969-ben kapta meg a nagyközségi rangot. 1965-ben hozzácsatolták Mumort, 1977-ben Lentiszombathelyt. 1978. december 31-én városi rangot kapott a település, egyúttal még három községet (az 1941-ben Bárhely és Kerkaszentmihályfa egyesülésével keletkezett Bárszentmihályfát, továbbá Lentikápolnát és Máhomfát) is hozzácsatoltak. A hozzácsatolt települések Lenti mai területének több mint ¾ részét teszik ki, népességük viszont csupán a város összes lakosságának egynegyedét.
A település életében komoly szerepet játszott az 1951-ben létrehozott Bottyán János Laktanya, amelyben harckocsizó és lövészegységek állomásoztak. A laktanyában dolgozók és családjaik kiszolgálására a városban infrastrukturális fejlesztések kezdődtek és lakótelepek épültek. Az utolsó alakulat a MH 26. Bottyán János Gépesített Lövészdandár 1997-es felszámolásával lezárult egy fejezet a város történetében.
Lenti gazdasági életében jelentős visszaesést okozott a rendszerváltás időszakában a laktanya bezárása, illetve az olajipar fokozatos megszűnése. A város és a kistérség számára a legfontosabb bevételi forrást napjainkban az erdőgazdálkodás mellett egyre nagyobb mértékben az idegenforgalom jelenti. A szlovén, osztrák és horvát határ közelsége komoly gazdasági lehetőségeket rejt: a határok jelképessé válása nyomán megélénkült a kereskedelmi és turisztikai tevékenység a térségben.
A város környékén fekvő kitűnő vadászterületen 1972-ben világrekorder trófeájú szarvasbikát ejtettek el.

## Közlekedés

### Vasút
A településen található Lenti vasútállomás, Lentiszombathelyen pedig Lentiszombathely megállóhely. Mindkettő a 23. számú Zalaegerszeg–Rédics-vasútvonal megállója, amelyen elsősorban elővárosi szerelvények közlekednek. Lenti továbbá az ágas-bogas keskeny nyomtávú Csömödéri Állami Erdei Vasút egyik végállomása, amelyen a város és Kistolmács között van rendszeres személyszállítás.

### Közút
Lenti központja, csakúgy, mint az attól 2 kilométerre keletre fekvő Mumor városrésze is a 75-ös főút mellett fekszik, így jó összeköttetésben áll a Balaton vidékével, Zalaegerszeggel és Budapesttel, valamint Szlovéniával is. A város egyben közúti csomópont is, így innen indulnak a környező településekre vezető mellékutak is.
Ez utóbbiak közül a két legfontosabb a kilométer-számozása tekintetében itt véget érő, Letenye központjában induló 7538-as út, illetve az innen induló és a bajánsenyei határátkelőig tartó 7416-os út. Utóbbiból ágazik ki a város belterületértől északra a 7426-os út, a városhoz csatolt Lentikápolna, valamint Kerkabarabás és Zalabaksa központjai felé.
Több, korábban önálló község is tartozik a mai Lentihez, ezek közül a városközponttól keletre és északra fekvőket, Mumort, Bárhelyt, Bárszentmihályfát és Lentikápolnát a 7422-es út kapcsolja össze, míg a délkeletre fekvő Lentiszombathely a Borsfától Mumorig húzódó 7537-es úton érhető elé a város központja irányából. Határszélét északnyugaton érinti a 86-os főút is.
A városban autóbusz-pályaudvart működtet a Volánbusz, ahonnan a környező településekre, Zalaegerszegre, Nagykanizsára, Keszthelyre, Veszprémbe és Budapestre járnak járatok.

## Közélete

### Polgármesterei
- 1990–1994: Horváth József (független)[6]
- 1994–1998: Kollár Gyula (MSZP-Fidesz-Agrárszövetség)[7]
- 1998–2002: Kollár Gyula (MSZP)[8]
- 2002–2006: Nógrádi László (Fidesz-MDF-MKDSZ)-Kisgazda Polgári Egyesület)[9]
- 2006–2010: Nógrádi László (Fidesz-KDNP)[10]
- 2010–2014: Horváth László (Fidesz-KDNP)[11]
- 2014–2019: Horváth László (Fidesz-KDNP)[12]
- 2019–2024: Horváth László (Fidesz-KDNP)[13]
- 2024– : Horváth László (Fidesz-KDNP)[1]

## Gazdasága
Lenti a helyi "Szabadság" Vadásztársasághoz tartozik a vadászati jogok terén.

## Népesség
A település népességének változása:
| Lakosok száma | 8779 | 8625 | 8024 | 7756 | 7615 | 7509 | 7348 | 7195 | 7056 | 6955 |
|               | 1990 | 2001 | 2011 | 2016 | 2017 | 2018 | 2019 | 2022 | 2023 | 2024 |

A 2011-es népszámlálás idején a nemzetiségi megoszlás a következő volt: magyar 96,5%, német 1,38%, cigány 1%, szlovén 0,2%. 64,4% római katolikusnak, 2,4% reformátusnak, 0,46% evangélikusnak, 7,5% felekezeten kívülinek vallotta magát (24,3% nem nyilatkozott).
2022-ben a lakosság 90,5%-a vallotta magát magyarnak, 1,7% németnek, 0,6% cigánynak, 0,3% szlovénnek, 0,1-0,1% horvátnak, románnak, ruszinnak és ukránnak, 1,8% egyéb, nem hazai nemzetiségűnek (8,8% nem nyilatkozott; a kettős identitások miatt a végösszeg nagyobb lehet 100%-nál). Vallásuk szerint 50,4% volt római katolikus, 2,8% református, 0,6% evangélikus, 0,2% görög katolikus, 0,1% ortodox, 1% egyéb keresztény, 1% egyéb katolikus, 6,5% felekezeten kívüli (37,2% nem válaszolt).

## Nevezetességek
- Szent Mihály katolikus templom a város főterén. Freskóit ifj. Dorfmeister István festette.
- Lenti vár: Kerka partján, a 75-ös főút mentén álló épület. Védelmi funkciói megszűnése után a 18. században barokk stílusú magtárrá alakították át. Eredeti részeit a folyó felől lehet szemügyre venni; valamint jól látható egyik bástyája is lőrésekkel. Az épület melletti várárokban kis horgásztó működik, de a vár épülete jelenleg üresen áll.
- Lenti Termálfürdő és Szent György Energiapark
- Lenti két városrésze: Lentiszombathely és Bárszentmihályfa értékes haranglábakkal rendelkezik.

## A település híres szülöttei
- Tantalics Béla író (1923. március 4.)
- Sári József zeneszerző (1935. június 23.)
- Péntek Imre[17] költő, irodalmi lapszerkesztő (1942. február 27.)
- Lackner László író (1943. október 26.)
- Horváth József író, Lenti régi tanácselnöke, majd polgármestere
- Joós Tamás előadóművész (1962. február 11.)
- Horváth Valéria színésznő, ügyvéd (1965. január 4.)
- Magyar Bálint színész, szinkronszínész (1977. május 10.)
- Seres Dóra fuvolaművész (1980. július 18.)

## Testvérvárosok
- Lendva, Szlovénia
- Bad Radkersburg, Ausztria
- Muraszerdahely, Horvátország

## Sportélete
A város futballcsapata az 1980-as években a nemzeti bajnokság második vonalában volt, s olykor gyakran több ezer néző előtt játszott rangadókat Lenti város és kerülete, Lentikápolna futballcsapata. 2009 óta a megyei első osztályban szerepel a gárda, legjobb helyezése 2013-ban volt (2.). A település futballcsapatának utánpótlásképzése az egyik legjobb a hasonló Zala vármegyei települések közül, a Lenti TE több volt játékosa játszott az NB I-ben szereplő Zalaegerszegi TE-nél.
Lenti városa négy nagyobb labdarúgó tornának is helyet ad: Kerka Kupa, Sporttigris Kupa, Lenti Teremtorna és a Négy Város Tornája. Ez utóbbi az 1979-es évben városi rangot kapott települések - Lenti, Barcs, Celldömölk, Körmend - sportbarátságának fenntartása. A tornát minden év augusztus első hétvégéjén rendezik meg és minden évben másik város ad otthont az eseménynek.
2016-ban újjáalakult a Lenti Kosárlabda Klub. A megyei bajnokságban szerepel.

## A település az irodalomban
- Érintőlegesen szerepel a település Bödőcs Tibor humorista első regényében, a zalai vidéki helyszínek sokaságát felvillantó Meg se kínáltak című kötetben (a 6. és a 27. fejezetben).

## Képek

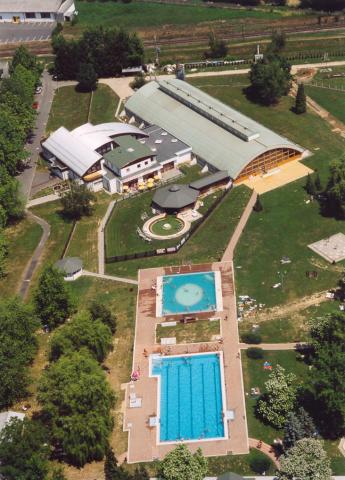
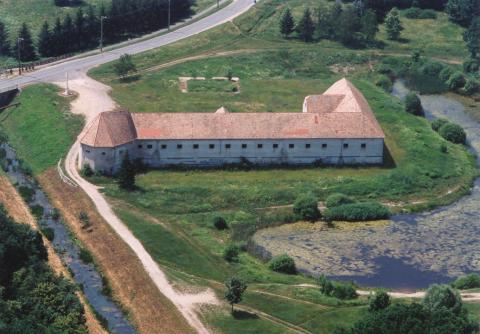
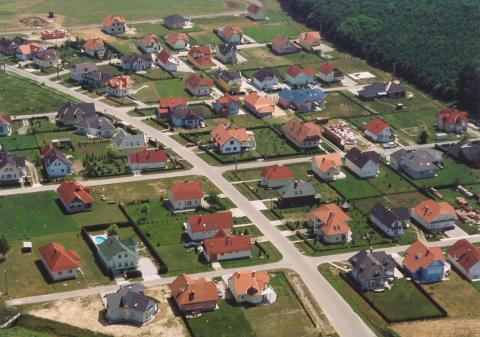
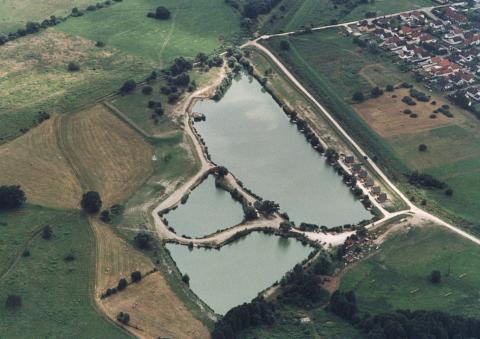
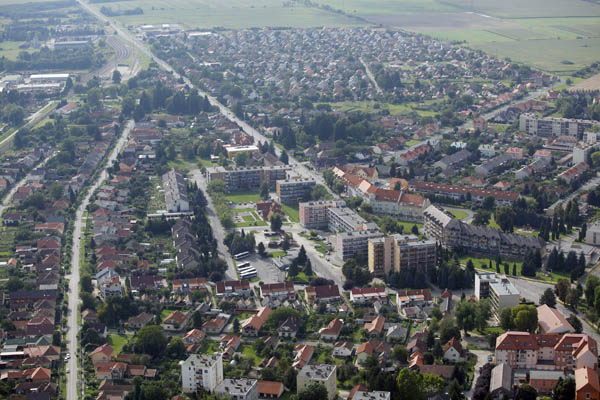
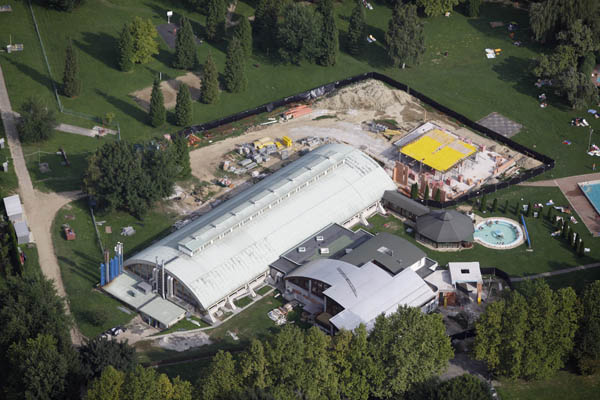
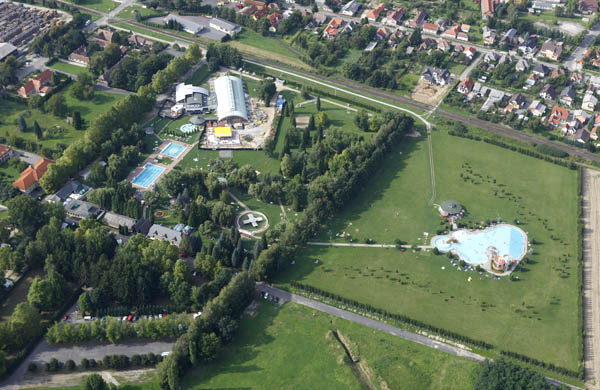
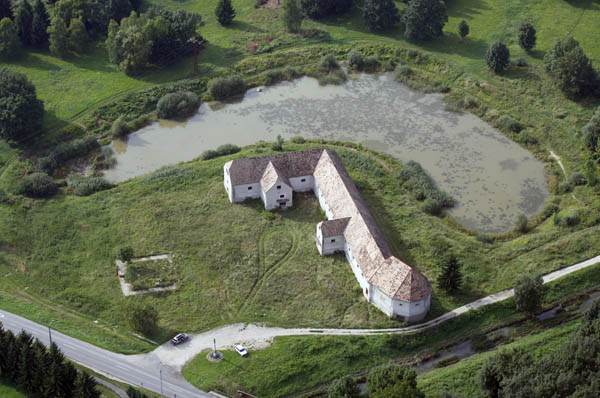